# Route 11 (Manitoba)
Pour les articles homonymes, voir Route 11.
La route 11 est une route provinciale de la province du Manitoba située dans le sud-est de la province, à l'est de Winnipeg. Elle relie la route 1 aux municipalités de Whitemouth et Lac-du-Bonnet. Elle est entièrement pavée et parcourt 137 km (85 mi).

## Description du tracé
La route 11 débute sur la route 1, une centaine de kilomètres à l'est de Winnipeg, au sud de Hadashville. Elle se dirige d'abord vers le nord sur 32 km (20 mi), croisant la route 15 à Elma. Elle forme ensuite un multiplex de 19 km (12 mi) avec la route 44 en passant notamment à Whitemouth. À Seigs Corner, alors qu'elle se détache de la route 44, elle suit la rive ouest de la rivière Winnipeg pour ensuite passer à l'ouest de Lac-du-Bonnet.
La route 11 continue de suivre la rive ouest de la rivière Winnipeg pour le reste de son parcours, passant dans une région moins isolée, traversant Powerview-Pine Falls. À 26 km (16 mi) plus à l'ouest, elle se termine sur une intersection en avec la route 59, alors qu'elle s'approche du Lac Winnipeg.

## Intersections majeures
| Division                | Ville         | km     | Destinations                                                                         | Notes                                     |
| ----------------------- | ------------- | ------ | ------------------------------------------------------------------------------------ | ----------------------------------------- |
| No. 1                   |               | 0,00   | PTH-1 – Winnipeg, Falcon Lake                                                        |                                           |
| No. 1                   |               | 9,00   | PR 507 est – Medika                                                                  | Terminus ouest de la PR 507               |
| No. 1                   |               | 16,00  | PR 506 sud                                                                           | Terminus nord de la PR 506                |
| No. 1                   | Elma          | 24,00  | PTH-15 ouest – Anola, Winnipeg                                                       | Terminus est de la PTH-15                 |
| No. 1                   |               | 32,00  | PTH-44 est – West Hawk Lake                                                          | Terminus sud du multiplex avec la PTH-44  |
| No. 1                   |               | 36,00  | PR 406 sud – Elma                                                                    | Terminus nord de la PR 406                |
| No. 1                   |               | 44,00  | PR 408 nord – River Hills                                                            | Terminus sud de la PR 408                 |
| No. 1                   | Siegs Corner  | 54,00  | PTH-44 ouest – Beauséjour, Winnipeg                                                  | Terminus nord du multiplex avec la PTH-44 |
| No. 1                   |               | 59,00  | PR 307 est (La Vérendrye Trail) – Seven Sisters Falls, Parc provincial du Whiteshell | Terminus ouest de la PR 307               |
| No. 1                   | Brookfield    | 63,00  | PR 211 est – Pinawa                                                                  | Terminus ouest de la PR 211               |
| No. 1                   |               | 73,00  | PR 214 sud (Milner Ridge Road)                                                       | Terminus nord de la PR 214                |
| No. 1                   | Lac-du-Bonnet | 78,00  | PR 502 nord                                                                          | Terminus sud de la PR 502                 |
| No. 1                   | Lac-du-Bonnet | 79,00  | PR 317 – Libau                                                                       |                                           |
| No. 1                   |               | 82,00  | PR 313 est – Pointe du Bois                                                          | Terminus ouest de la PR 313               |
| No. 1                   |               | 114,00 | PR 304 – Stead, Beaconia, Bissett                                                    |                                           |
| No. 1                   |               | 140,00 | PTH-59 – Winnipeg, Victoria Beach                                                    |                                           |
| - Terminus de multiplex |               |        |                                                                                      |                                           |